# Vöő Gabriella
Vöő Gabriella (született Zattler, asszonynevén Vöőné, Kolozsvár, 1937. augusztus 26. – Pécs, 2006. március 14.) erdélyi magyar néprajzkutató, néprajzi szakíró, Vöő István (1934) felesége.

## Életútja, munkássága
Középiskoláit Kolozsváron végezte (1954), majd a Bolyai Tudományegyetemen szerzett magyar nyelv- és irodalom szakos tanári diplomát (1959). A kolozsvári Babeș–Bolyai Tudományegyetemen 1980-ban szerzett doktori címet, Szigeti József irodalomtörténész irányítása alatt. Disszertációjának közölt változata a Tréfás népi elbeszélések című kötet.
1960-tól a Román Akadémia kolozsvári Folklór Intézetének (később: Archívumának) tudományos munkatársa, később főkutatója. Tanulmányait az Erdélyi Múzeum, az Ethnographia, a Művelődés, Néprajzi Látóhatár, a Nyelv- és Irodalomtudományi Közlemények, TETT közölte; tanulmány- és konferenciakötetek közül A II. Békéscsabai Nemzetközi Néprajzi Nemzetiségkutató Konferencia előadásai (Békéscsaba–Budapest, 1981), a Nemzetiség – identitás (Debrecen–Békéscsaba, 1991), A Duna menti népek hagyományos műveltsége (Budapest, 1991), a Népi vallásosság a Kárpát-medencében (Budapest, 1997), Az együttélés évezrede a Kárpát-medencében (Békéscsaba–Debrecen, 1998).
Gondozásában és kísérő tanulmányával jelent meg Duka János Kilenc kéve hány kalangya? c. székely népi anekdotagyűjtése (Bukarest, 1985; ua. újrakiadásban Üti Páké Barátost címmel, Csíkszereda–Budapest, 1995) és Imreh Lajos Sáska sógor (Bukarest, 1985) című, tréfás történeteket tartalmazó kötete.

## Önálló és gondozásában megjelent kötetei

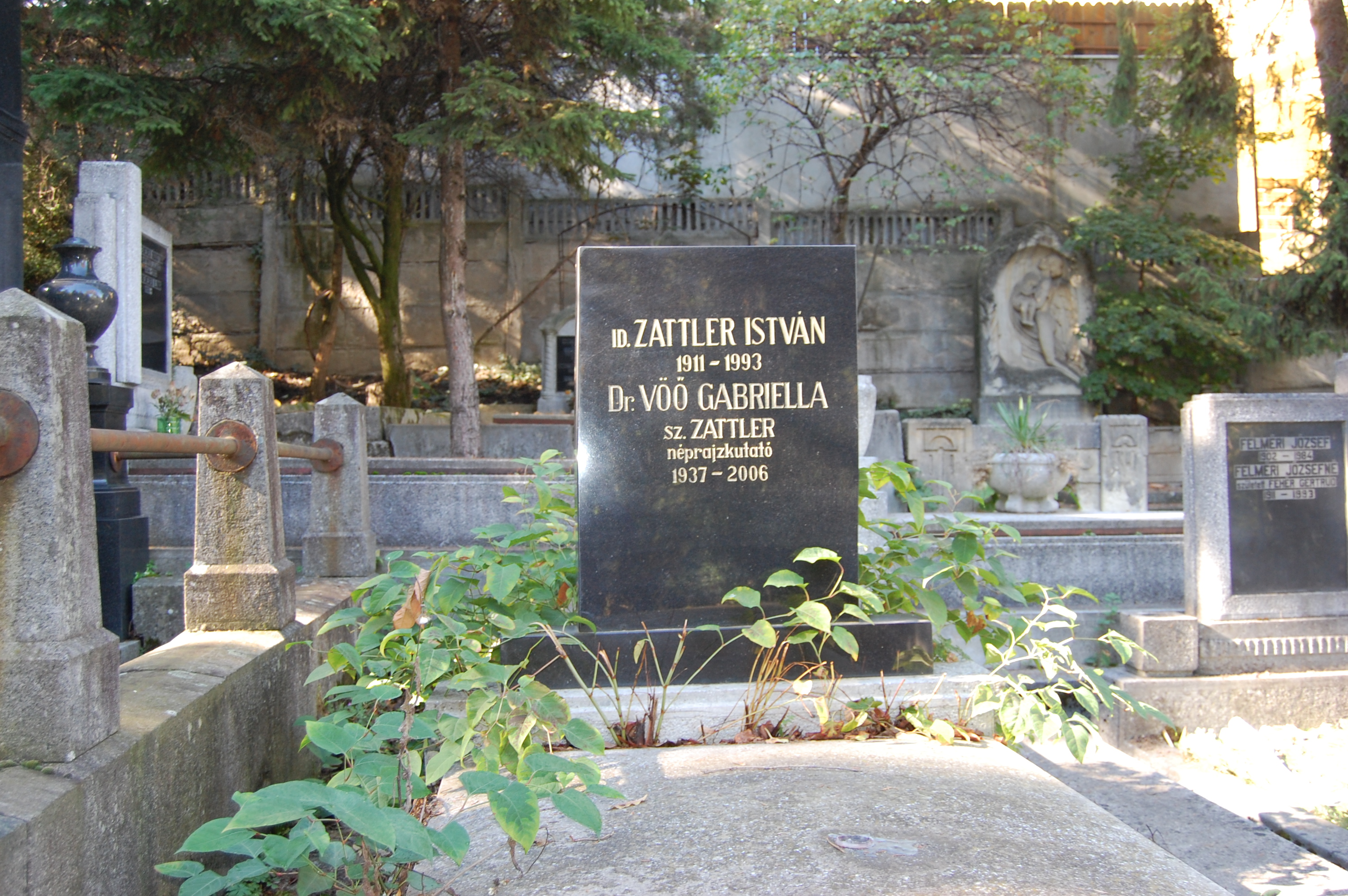
Sírja a Házsongárdi temetőben

- Többet ésszel, mint erővel. Mesék, tréfák, anekdoták (Bukarest, 1969)
- A mesemondó Jakab István (Nagy Olgával, Bukarest, 1974)
- Tréfás népi elbeszélések (Bukarest, 1981)
- A magyar népmesék tréfakatalógusa (Budapest, 1986)
- Igaz ember igazat szól. Közmondások a romániai magyar folklórból (Bukarest,  1989)
- Szaván fogjuk. Erdélyi magyar szólások (Székelyudvarhely, 1999)
- A medve, a farkas és a róka komasága. Állatmesék; Erdélyi Gondolat, Székelyudvarhely, 2001
- Székely ésszel. Humoreszkek; Tinivár, Kolozsvár, 2005
- Erdélyi magyar szólások; Akadémiai, Bp., 2007